# Morten Jensen (Fußballspieler)
Morten Jensen (* 20. September 1987 in Husum) ist ein ehemaliger deutscher Fußballtorwart.

## Karriere
Jensen wuchs im schleswig-holsteinischen Husum auf und begann mit dem Fußballspielen beim Rödemisser SV. Er spielte später für die Husumer SV und ging von dort zum seinerzeitigen C-Jugend-Regionalligisten DGF Flensborg; in dieser Zeit wurde er auch in die Jahrgangsauswahlen auf Landes- und Bundesebene berufen. Im Jahr 2003 wechselte er zum Bundesligisten Hannover 96.
In der Saison 2005/06 übernahm Jensen bei Hannover 96 die Position des dritten Torwartes, nachdem sein Vorgänger Daniel Haas für eine Spielzeit an den Regionalligisten TSG 1899 Hoffenheim ausgeliehen worden war, um Spielpraxis zu sammeln. Am letzten Spieltag der Saison 2005/06 debütierte Jensen in der Bundesliga, da Stammtorhüter Robert Enke und Ersatztorhüter Frank Jurić verletzungsbedingt ausfielen. Sein erstes Bundesligaspiel endete 2:2 gegen Bayer 04 Leverkusen. Sein zweites Bundesligaspiel endete in der Spielzeit 2008/09 1:1 gegen Arminia Bielefeld. Nach Enkes Freitod rückte Jensen allerdings nicht auf, sondern kam nunmehr an Florian Fromlowitz nicht vorbei; so blieb es bei seinen zwei Bundesligaeinsätzen. Zum Ende der Saison 2009/10 lief Jensens Vertrag bei 96 aus.
Zur Saison 2010/11 wechselte er zum Süd-Regionalligisten KSV Hessen Kassel. Er unterschrieb einen Einjahresvertrag, der sich bei Aufstieg um ein weiteres Jahr verlängert hätte. Da die Nordhessen jedoch den Aufstieg verpassten, lief der Vertrag im Juni 2011 aus. Jensen schloss sich daraufhin dem Nord-Regionalligisten Holstein Kiel an, wo er einen Zweijahresvertrag unterschrieb und zum Saisonauftakt am 7. August 2011 in der Partie gegen den Halleschen FC sein Debüt gab. In dieser Saison stand er auch im Tor der „Störche“, als Kiel im Pokal-Achtelfinale den Erstligisten Mainz 05 mit 2:0 aus dem Wettbewerb eliminierte. Zur Saison 2013/14 wechselte er zum Drittliga-Aufsteiger SV Elversberg, bei dem er in der Rückrunde 2015/16 nur noch in der zweiten Mannschaft Berücksichtigung fand. Im Sommer 2016 kehrte er in die Region Hannover zurück, wo ihn der Nord-Regionalligist TSV Havelse verpflichtete. Beim TSV beendete Jensen im Mai 2018 seine Karriere.